# Florentin Matei
Florentin Matei (Bolintin-Vale, 15 aprile 1993) è un calciatore rumeno, centrocampista svincolato.

## Palmarès

### Club

#### Competizioni nazionali
- Campionato croato: 1

Rijeka: 2016-2017
- Coppa di Croazia: 1

Rijeka: 2016-2017